# Bag of Bones (album)
Bag of Bones è il nono album in studio del gruppo musicale svedese Europe, pubblicato nel 2012 dalla earMUSIC/Edel.
Anche se la pubblicazione è stata prevista per il 27 aprile 2012, secondo il sito ufficiale del gruppo, in Scandinavia Bag of Bones è stato disponibile già dal 25 aprile 2012.

## Tracce
1. Riches to Rags – 3:05 (John Leven, Joey Tempest)
2. Not Supposed to Sing the Blues – 5:13 (Joey Tempest)
3. Firebox – 3:46 (Mic Michaeli, Joey Tempest)
4. Bag of Bones – 5:31 (Joey Tempest)
5. Requiem – 0:28 (Mic Michaeli)
6. My Woman My Friend – 4:25 (John Leven, Joey Tempest)
7. Demon Head – 3:58 (John Leven, John Norum, Joey Tempest)
8. Drink and a Smile – 2:21 (Mic Michaeli, Joey Tempest)
9. Doghouse – 3:58 (Joey Tempest)
10. Mercy You Mercy Me – 4:31 (John Norum, Joey Tempest)
11. Bring It All Home – 3:39 (Mic Michaeli, Joey Tempest)

Traccia bonus dell'edizione giapponese
1. Beautiful Disaster – 3:57 (Joey Tempest)

## Formazione
Europe
- Joey Tempest – voce
- John Norum – chitarra
- John Levén – basso
- Mic Michaeli – tastiere
- Ian Haugland – batteria

Altri musicisti
- Joe Bonamassa – slide guitar[2]
- Anton Fig – percussioni